# ヴィクトル・ユーゴー
ヴィクトル＝マリー・ユーゴー（仏: Victor-Marie Hugo [viktɔʁ maʁi yɡo] ( 音声ファイル)、1802年2月26日 - 1885年5月22日）は、フランス・ロマン主義の詩人、小説家。七月王政時代からフランス第二共和政時代の政治家。『レ・ミゼラブル』の著者として著名。
少年時代から文学者を志し、『東方詩集』などでロマン詩人の中心的存在となった。政治にも関心を持ち、ナポレオン3世のクーデターに反対して亡命生活を送った。この間に『静観詩集』などと大作『レ・ミゼラブル』を完成。その死は国葬をもって遇された。
1959年から1965年まで発行されていた5フラン紙幣に肖像画が採用されていた。
日本での「Hugo」の表記は、「ユーゴー」と「ユゴー」が併用されているが、ここでは「ユーゴー」を採用する。

## 生涯

### 出生から青年期まで

#### 私生活
共和派でナポレオン軍の軍人ジョゼフ・レオポール・シジスベール・ユーゴー とソフィー＝フランソワーズ・トレビュシェ の三男として、父の任地だったフランス東部のブザンソンで生まれた。ユーゴー家はロレーヌの農民の出だが、父親はフランス革命以来の軍人。母親はナントの資産家の娘である。アベル・ジョゼフ とウジェーヌ という2人の兄がいる。
生まれたときは小柄で、背丈が包丁ほどしかなく、ひ弱な赤ん坊だったといわれる。生後6週間目に一家はマルセイユへ転居した。以降、コルシカ島のバスティア、エルバ島のポルトフェッラーイオ、パリ、ナポリ、マドリード、と主に母親らとともにヨーロッパのあちこちを転々とする。というのも、生粋のボナパルト主義の父ジョゼフ・レオポールと根っからの王党派の母ソフィーの間で政治思想の違いによる確執が生じ、それが夫婦の間に不和をもたらしていたのである。この確執はのちに『レ・ミゼラブル』の、マリユスの父ポンメルシー大佐とマリユスの祖父ジルノルマンの確執の原型となる。いずれにせよ、生まれたときの状態や長きにわたる父親不在の生活のおかげで、マザーコンプレックスが非常に強かった。
1812年、母と次兄ウジェーヌと一緒に再びパリに帰る。1814年、次兄ウジェーヌとともにサン・ジェルマン・デ・プレ教会 の近くの寄宿学校に入る。その間にナポレオンによる帝政が完全に終わりを告げ、父ジョゼフ・レオポールはスペイン貴族の地位を剥奪され、フランス軍の一大隊長に没落してしまう。彼は寄宿学校に4年とどまるものの、最後の2年はリセ・ルイ＝ル＝グラン にも通った。父親は彼を軍人にするつもりだったが、本人は詩作に夢中で、1816年7月10日には詩帳にこんな言葉を残している。
――シャトーブリアンになるのでなければ、何にもなりたくない。
17歳でアカデミー・フランセーズの詩のコンクールで一位を取り、自ら詩の雑誌も発行した。母ソフィーはヴィクトルの才能を認め、文学での成功を期待していたが、幼馴染であり恋人であったアデール・フシェ との結婚には猛反対していた。彼は18歳のときから始めた文通を翌年に再開する。しかし、その年（＝1821年）6月27日に母ソフィーが他界する。ユーゴー一家に二度と娘を逢わせないと誓っていたアデールの両親も、彼の情熱に折れてしまい、結婚を了承した。同年10月12日、アデールとサン・シュルピス教会 で結婚し、ル・シェルシュ・ミディ通り に居を構えるに至る。1822年には、『オードと雑詠集』によって国王から年金をもらえることになり、ロマン派の旗手として目覚ましい活躍を始める。
1823年7月16日、長男レオポール が誕生する。すべてが順風満帆に見えたが、同年10月9日にひ弱だったレオポールが亡くなってしまう。翌年の1824年8月28日に生まれた長女にはレオポルディーヌ と命名する。
1825年4月29日、23歳という若さでレジオンドヌール勲章（シュヴァリエ、勲爵士）を受ける。同年5月29日にはランスで行われたシャルル10世の聖別式にも参加した。こうして少しずつ名誉が与えられてゆく中で、少年時代は疎遠であった父ジョゼフ・レオポールとの仲も親密になっていった。愛する父のために、それまで疎んじてきたナポレオンを讃える詩を書いたところ、これをきっかけにナポレオンを次第に理解し、尊敬するようになる。さらに、聖別式でウィリアム・シェイクスピアのフランス語訳詩を耳にしたことで、シェイクスピアを尊敬するようになる。
翌1826年11月2日には次男シャルル が生まれ、創作熱も加速していくが、1828年1月28日、パリで父ジョゼフ・レオポールが他界する。しかし、悲しみにくれる一方で朗報もあり、同年10月31日、父の才能を受け継いだ三男フランソワ＝ヴィクトル が誕生する。
1830年4月、ジャン・グジョン通り へ転居する。そこで七月革命の混乱が押し寄せる。たとえルイ18世から年金を貰っていた身分であっても、七月革命に参加していたのは『エルナニ』でともに文学革命に参加した仲間であったため、己に危害が加えられる心配はなかった。
そんな混乱のなか、同年7月28日、次女アデール が誕生する。

#### 創作
1819年2月、トゥルーズのアカデミー・デ・ジュー・フロロー のコンクールに詩が2編入賞する。5月には、詩1編がアカデミー賞 に輝く。12月には『コンセルヴァトゥール・リテレール』 誌を創刊、1821年3月まで月2回のペースで発行していた。1820年3月9日、『ベリー公爵の死についてのオード』でルイ18世から下賜金を受け、ビッグ・ジャルガルを『コンセルヴァトゥール・リテレール』誌に掲載する（1826年に刊行）。
1822年8月4日に出版した『オードと雑詠集』 が当時のフランス国王ルイ18世の目に留まり、国王から年1000フランの年金をもらえるようになる。この年金のおかげで、彼はアデールとの結婚を許可される。1823年2月8日に、17世紀末のデンマーク宮廷の陰謀をテーマにした純愛小説『ハン・ディスランド』 を匿名で発表し、新雑誌も創刊した。
1829年1月に『東方詩集』、2月7日に『死刑囚最後の日』を刊行する一方、コメディ・フランセーズ で上演予定だった『マリオン・ドロルム』が8月13日に上演禁止令を受けてしまう（以降、彼の手がけた戯曲が上演中止に追い込まれるケースがたびたび起こる）。理由は、この作品に登場するルイ13世の境遇が悪すぎて、シャルル10世の非難を買ったからであった。
それから約2週間後の1829年8月29日から9月24日に戯曲『エルナニ』(Hernani)を執筆した。10月5日にコメディ・フランセーズ座で上演する運びとなった。古典派の常識を逸脱したこの戯曲はたちまち問題となり、『エルナニ』公演の初日、開幕前からロマン派と古典派のこぜりあいが始まり、幕が上がるとこぜりあいは一気に暴動に転じた。いわゆる『エルナニ合戦』である。これ以降、ユーゴーはロマン派と古典派の戦いに巻き込まれることとなる。しかし、この『エルナニ』はロマン派を世界文学の主流に据えるきっかけをつくり、公演は大成功を収める。

### 中年期

#### 私生活
『エルナニ』で大成功をおさめ、ロマン派の詩人・作家として名声と富に恵まれたユーゴーは、1832年10月8日、ジョン・クージョン通りの家を引き払い、ロワイヤル広場（現在のヴォージュ広場）にある赤いレンガ造りの豪華な邸宅に引っ越す。この頃になると、妻アデールがサント・ブーヴと恋に落ちてしまい、彼は寂しさに胸を詰まらせていた。8月の終わりにはサント・ブーヴとの交際を絶った。翌年にはサント・ブーヴが彼の作品『たそがれの歌』を酷評したことで決裂が決定的となってしまう。
31歳になる直前のマルディグラ、つまり1833年2月19日の夜、彼は『リュクレス・ボルジャ』（ルクレツィア・ボルジア）に出演していた女優ジュリエット・ドルエ の愛人になる。この日付は『レ・ミゼラブル』の中で、マリユスとコゼットが結婚する日付でもある(『レ・ミゼラブル』ではマルディグラが2月16日だったとなっているが実際のマルディグラは2月19日)。別荘を行き来したり連れ立って旅行に出かけたりするなど、二人の仲は徐々に深くなってゆく。
執筆に情熱を燃やし、ジュリエットとの恋愛に溺れる一方で、私生活では悲しい出来事が続いていた。1836年2月18日と12月29日にはアカデミー・フランセーズに2度も落選し、翌1837年3月5日には、妻アデールを愛したがために発狂してしまった次兄ウジェーヌが入院先のシャラントン精神病院 で自殺してしまう。
同年7月3日にレジオンドヌール勲章（オフィシエ、将校）を授与される。その間、戯曲や詩を創作しながら、ブルターニュ、ベルギー、シャンパーニュ、プロヴァンス、と各地を転々と旅する。
1837年、ルイ・フィリップの長男オルレアン公フェルディナン・フィリップの結婚式に呼ばれる。オルレアン公妃エレーヌが大のユーゴー・ファンであることがきっかけとなり、以後ルイ・フィリップ父子とも親交が深くなる。
もうすぐ38歳になる1840年1月、文芸家協会長となり、少しは光明が見えてきたかと思われた矢先、同年2月20日、アカデミー・フランセーズ3度目の落選となる。しかし、翌年1841年1月7日にようやくアカデミー・フランセーズの会員に当選する。彼は亡くなるまで、第10代座席次14番を受け持つことになる。
1843年2月15日、41歳の誕生日を間近に控えたユーゴーは、長女レオポルディーヌとシャルル・ヴァクリー の結婚を見届ける。しかし同年9月4日、レオポルディーヌは夫とともにヴィルキエ を渡るセーヌ川にて19歳で溺死した。その頃、愛人ジュリエットと旅をしていた彼は、事故から5日後の9月9日に悲報を知り、9月12日にパリへ戻った。
レオポルディーヌの死はユーゴーの心に大きな穴を開けた。父に似て絶倫であった彼は、かねてよりアデールやジュリエット以外の複数の女性と恋愛関係にあったが、1845年7月5日、サン・ロック通りのアパルトマンで、画家のオーギュスト・ビヤールの妻レオニー・ビヤール と姦通している現場を警察に押さえられてしまう。彼は貴族院議員の不可侵権を利用して釈放されたが、レオニーは当時の法律によりサン・ビヤール監獄に収容された。このスキャンダルにより、彼は他の議員の絶好の攻撃の的となったが、彼を可愛がっていたルイ・フィリップはビヤールにヴェルサイユ宮殿の壁画を描く仕事を与え、ヴィクトルに有罪の判決が下らないよう説得した。結局、レオニーは修道院で数ヶ月の謹慎処分ののち、再び世間に出た。同年8月14日にビヤール夫妻の別居を認める判決が出たとき、彼はレオニーを経済的に支援しなければならなかった。以後、2人の恋愛関係は長く続くことになり、ジュリエットを苦しめることになる。

#### 創作
公では喜ばしい出来事が続いていたユーゴーは、恋の情熱や死別の悲しみを詩に託している。ジュリエットとの交際が始まって1年が過ぎた1834年、彼女との恋をうたった『ロマン主義詩編の最高傑作』との評判名高い『オランピオの悲しみ』を生み出す。また、愛する長女レオポルディーヌが没してからちょうど1年後、長い間娘の喪に服した彼は、娘が逝った街ヴェルキエで傑作詩編『ヴェルキエにて』の第1篇を書き終える。
しかし、1843年から1852年までの約10年間、作品を1冊も出版していない。これにはレオポルディーヌの死はもちろん、戯曲『城主』の失敗とそれにともなうロマン派文学の凋落、議員活動の忙しさもあったと思われるが、もうひとつ大きな理由があった。それが、のちにフランス文学史上屈指の名作といわれるようになる『レ・ミゼラブル（邦題：あゝ無情）』（当時の題名は『レ・ミゼール』）の執筆である。執筆は1845年11月17日から始まった。この作品を書くきっかけになった大きな理由には諸説あり、当時新聞に載っていた小説が彼の心を強く惹きつけたとも、少年時代に見てしまったギロチンの光景が彼を人道主義者にし、この作品を書かせたとも言われている。

#### 政治活動
1845年4月13日、オルレアン公爵夫人エレーヌの後ろ盾があったおかげで、ルイ・フィリップから子爵の位を授けられた。貴族になったことで政治活動にも身を置くようになった彼は、翌年の1846年3月19日の貴族院にてポーランドに関する政治演説を行う。
だが、1848年2月の二月革命で、ルイ・フィリップはイギリスへ亡命する。ユーゴーはあくまで、幼いパリ伯（オルレアン公フェルディナン・フィリップの遺児でルイ・フィリップの嫡孫）を即位させ、母エレーヌを摂政にすべきだと考えていたが、それを望まぬ者もいた。結局、フランスは第二共和政へ移行することとなる。ユーゴーは同年5月の立憲議会の補欠選挙に立候補して、保守派の支持を受けて当選した。政治家としてのユーゴーは1830年代より続けていた死刑廃止運動や、教育改革、社会福祉などを主張した。1848年には共和派となり、1848年12月10日の大統領選挙ではルイ・ナポレオンを支持し、強力な論陣を張って彼を支援した。しかしナポレオンは次第に独裁化し、連続再選禁止条項の改正を国民議会に提出するなどして、このころにはユーゴーはナポレオンの強力な反対者となっていた。ナポレオンは1851年12月2日にクーデターを起こして独裁体制を樹立し、反対派への弾圧を開始した。ユーゴーも弾圧対象となり、12月11日にベルギーへと亡命を余儀なくされる。以後19年に及ぶ亡命生活の始まりであった。

### 亡命期
ベルギーの首都ブリュッセルに落ち着いたユーゴーは、さっそくナポレオンへの批判を開始した。1852年8月にはブリュッセルでナポレオン3世を弾劾した「小ナポレオン」を出版した。これは1843年の戯曲『城主』の失敗以来10年ぶりの新作であり、以降ユーゴーは再び精力的に執筆を再開する。「小ナポレオン」は熱狂を引き起こしたが、フランスからベルギーへの圧力を恐れたユーゴーは出版の前日に英仏海峡に浮かぶイギリス領チャネル諸島のジャージー島へと移住し、1855年までここに住むこととなった。ここでは1853年に、やはりナポレオン弾劾の書である「懲罰詩集」を発表している。1855年には隣の島であるガーンジー島に移住し、1870年にフランスに帰還するまでの間15年間ここで過ごした。ガーンジー在住中には、1856年に「静観詩集」、1859年には「諸世紀の伝説」の第1部、そして1862年には中断していた『レ・ミゼラブル』が完成してベルギーより出版され、大反響を巻き起こした。「レ・ミゼラブル」の成功は、彼に莫大な収入をもたらした。

#### 最短の電報
『レ・ミゼラブル』が出版された直後、海外旅行に出かけたユーゴーはその売れ行きが心配で、出版社に一文字「?」と書いただけの電報を送ると、その後出版社から「!」とだけ書かれた返信が届いた。「上々の売れ行きです!」というわけである。事実数日で完売・売切れの状態であったという。これは世界で最も短い手紙として『ギネス世界記録』に掲載されている。

### 帰国
1870年に勃発した普仏戦争はフランスの大敗北に終わり、セダンの戦いでプロイセン王国の捕虜となったナポレオン3世は失脚した。これによってユーゴーは帰国を決意し、19年ぶりに祖国の土を踏むこととなった。フランスでは英雄として迎えられ、1871年2月にはセーヌ県より立候補して当選し、議会の置かれたボルドーへと向かったが、ユーゴーの属した左派は少数派に過ぎず、3月8日にはアルジェリアから立候補して当選していたジュゼッペ・ガリバルディの当選無効に抗議して議員を辞職した。1872年1月には再び議会に立候補するものの落選した が、1876年1月には元老院議員に立候補して当選した。その後も1877年には「諸世紀の伝説」の第2部を発表するなど活発な活動を続けた。なお、日本の自由党総理・板垣退助が、1882年から1883年にかけてのフランス、イギリス・オランダ視察の際、ヴィクトル・ユーゴー、ジョルジュ・クレマンソーらと交流したとする記録がある。
1885年5月22日、パリにて死去。83歳没。国葬でもって葬られ、文豪としてパンテオンへと埋葬された。

## 作品の一覧

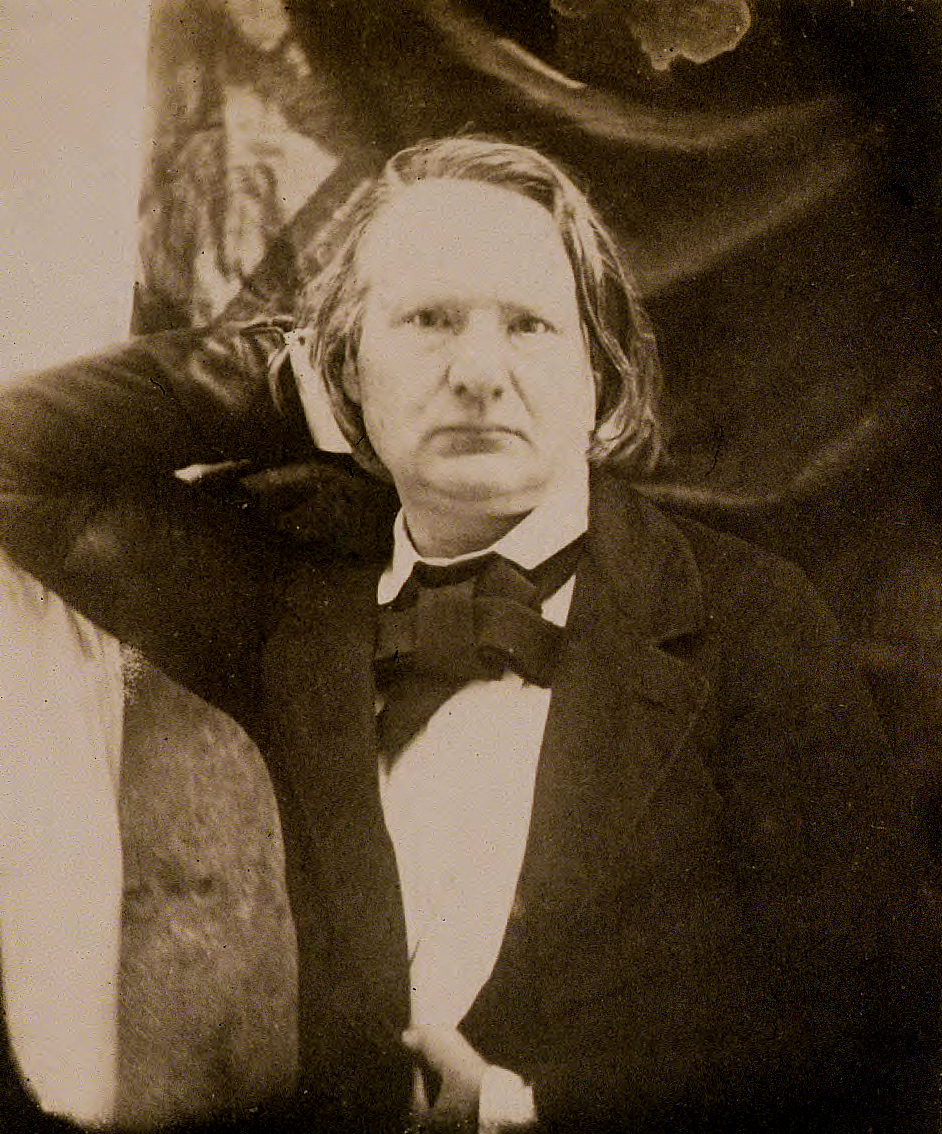
1853年

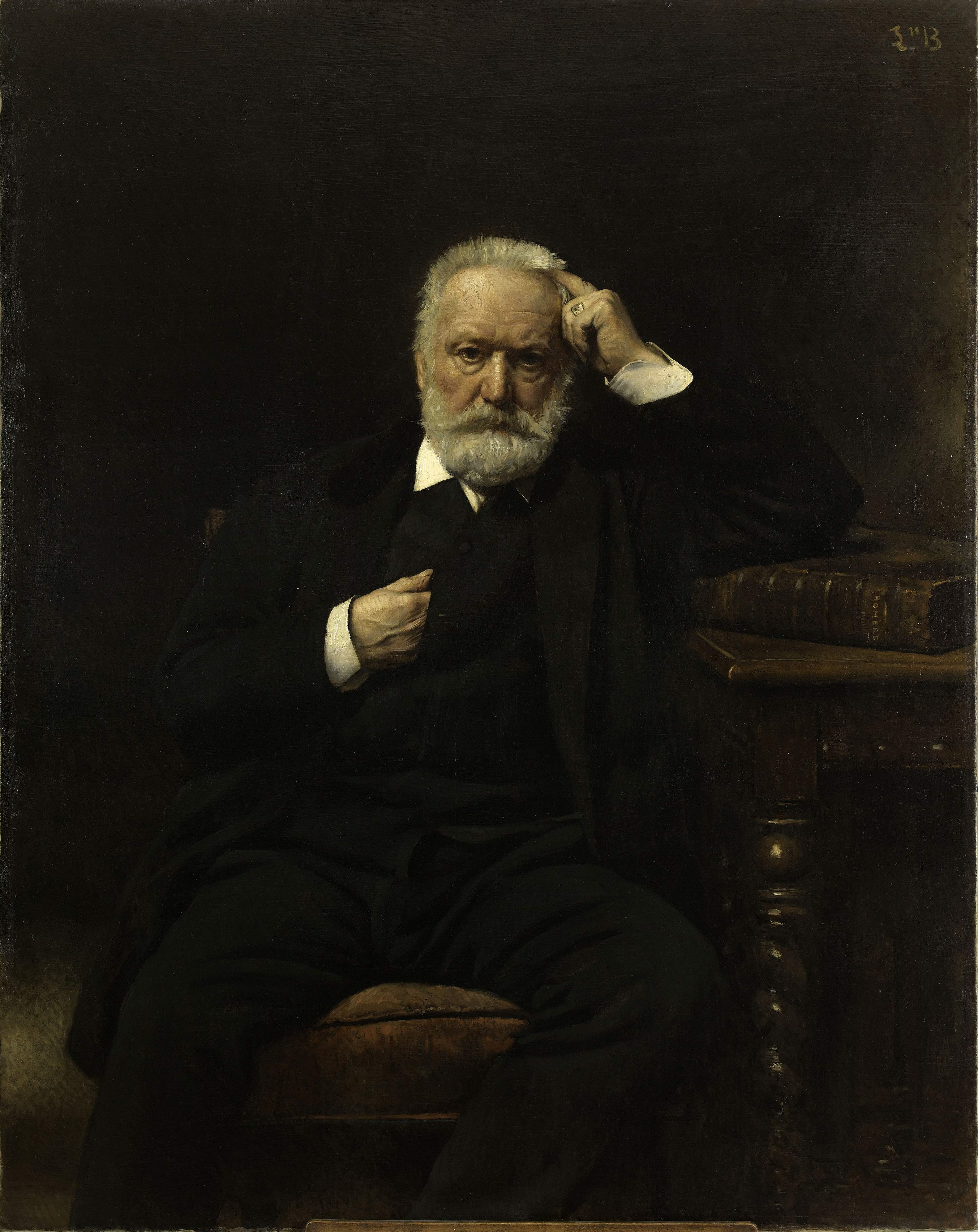
レオン・ボナ画（1879年）

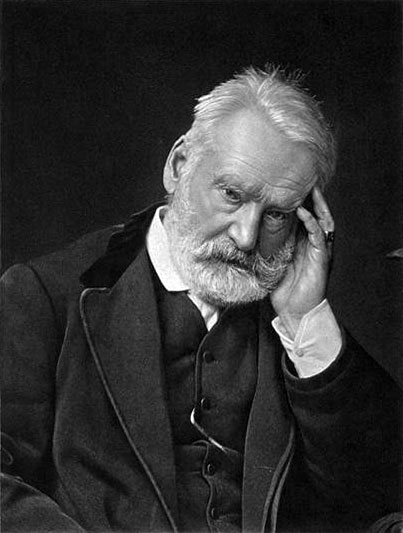
1883年

主要な作品は小説や、膨大な詩である。
| 年     | 邦題                       | 原題                              |
| ------ | -------------------------- | --------------------------------- |
| 1822年 | オードと雑詠集             | Odes et Poésies Diverses          |
| 1823年 | アイスランドのハン         | Han d'Islande                     |
| 1824年 | オード集                   | Nouvelles Odes                    |
| 1826年 | ビュグ・ジャルガル         | Bug-Jargal                        |
| 1826年 | オードとバラッド           | Odes et Ballades                  |
| 1827年 | クロムウェル               | Cromwell                          |
| 1829年 | 東方詩集                   | Les Orientales                    |
| 1829年 | 死刑囚最後の日             | Le Dernier jour d'un condamné     |
| 1830年 | エルナニ                   | Hernani                           |
| 1831年 | ノートルダム・ド・パリ     | Notre-Dame de Paris               |
| 1831年 | マリヨン・ドロルム         | Marion Delorme                    |
| 1831年 | 秋の木の葉                 | Les Feuilles d'automne            |
| 1832年 | 王は愉しむ                 | Le Roi s'amuse                    |
| 1833年 | リュクレス・ボルジャ       | Lucrèce Borgia                    |
| 1833年 | マリー・チュードル         | Marie Tudor                       |
| 1834年 | ミラボー研究               | Étude sur Mirabeau                |
| 1834年 | 文学哲学論集               | Littérature et philosophie mêlées |
| 1834年 | クロード・ギュー           | Claude Gueux                      |
| 1835年 | パドヴァの僭主アンジェロ   | Angelo, tyran de Padoue           |
| 1835年 | 薄明の歌                   | Les Chants du crépuscule          |
| 1836年 | ラ・エスメラルダ           | La Esmeralda                      |
| 1837年 | 内心の声                   | Les Voix intérieures              |
| 1838年 | リュイ・ブラース           | Ruy Blas                          |
| 1840年 | 光と影                     | Les Rayons et les ombres          |
| 1842年 | ライン河                   | Le Rhin                           |
| 1843年 | 城主                       | Les Burgraves                     |
| 1852年 | 小ナポレオン               | Napoléon le Petit                 |
| 1853年 | 懲罰詩集                   | Les Châtiments                    |
| 1855年 | ルイ・ボナパルトへの書簡集 | Lettres à Louis Bonaparte         |
| 1856年 | 静観詩集                   | Les Contemplations                |
| 1859年 | 諸世紀の伝説               | La Légende des siècles            |
| 1862年 | レ・ミゼラブル             | Les Misérables                    |
| 1864年 | ウィリアム・シェイクスピア | William Shakespeare               |
| 1865年 | 街と森の歌                 | Les Chansons des rues et des bois |
| 1866年 | 海の労働者                 | Les Travailleurs de la Mer        |
| 1867年 | パリ                       | Paris : Préface de Paris Guide    |
| 1869年 | 笑う男                     | L'Homme qui rit                   |
| 1872年 | 恐るべき年                 | L'Année terrible                  |
| 1874年 | 九十三年                   | Quatrevingt-Treize                |
| 1874年 | 我が息子たち               | Mes Fils                          |
| 1875年 | 言行録：亡命以前           | Actes et paroles - Avant l'exil   |
| 1875年 | 言行録：亡命中             | Actes et paroles - Pendant l'exil |
| 1876年 | 言行録：亡命以後           | Actes et paroles - Depuis l'exil  |
| 1877年 | 諸世紀の伝説 第2巻         | La Légende des Siècles 2e série   |
| 1877年 | よいお祖父さんぶり         | L'Art d'être grand-père           |
| 1877年 | ある犯罪の物語 第1部       | Histoire d'un crime - 1re partie  |
| 1878年 | ある犯罪の物語 第2部       | Histoire d'un crime - 2e partie   |
| 1878年 | 法王                       | Le Pape                           |
| 1880年 | 既成宗教と真の宗教         | Religions et religion             |
| 1880年 | ろば                       | L'Âne                             |
| 1881年 | 精気の四風                 | Les Quatres vents de l'esprit     |
| 1882年 | トルケマダ                 | Torquemada                        |
| 1883年 | 諸世紀伝記詩集 第3巻       | La Légende des siècles - Tome III |
| 1883年 | イギリス海峡の群島         | L'Archipel de la Manche           |

死後に出版された作品
| 年     | 邦題                     | 原題                           |
| ------ | ------------------------ | ------------------------------ |
| 1886年 | 自由劇                   | Théâtre en liberté             |
| 1886年 | サタンの終わり           | La fin de Satan                |
| 1887年 | 見聞録 第1集             | Choses vues - 1re série        |
| 1888年 | 竪琴の音をつくして 第1集 | Toute la lyre                  |
| 1890年 | アルプスとピレネー       | Alpes et Pyrénées              |
| 1891年 | 神                       | Dieu                           |
| 1892年 | フランスとベルギー       | France et Belgique             |
| 1893年 | 竪琴の音をつくして 第2集 | Toute la lyre - nouvelle série |
| 1896年 | 書簡集 第1巻             | Correspondances - Tome I       |
| 1898年 | 書簡集 第2巻             | Correspondances - Tome II      |
| 1898年 | 不幸な年月               | Les années funestes            |
| 1900年 | 見聞録 第2集             | Choses vues - 2e série         |
| 1901年 | わが生活の追伸           | Post-scriptum de ma vie        |
| 1902年 | 最後の詩の束             | Dernière Gerbe                 |
| 1934年 |                          | Mille francs de récompense     |
| 1942年 | 詩集・大洋               | Océan                          |
| 1942年 | 雑記・小石の山           | Tas de pierres                 |
| 1951年 |                          | Pierres                        |

## 主な日本語訳書
- 『ヴィクトル・ユーゴー文学館』 潮出版社（全10巻）、2001年。作品選集

1. ヴィクトル・ユゴー詩集　稲垣直樹・辻昶・小潟昭夫訳[注 35]
2. レ・ミゼラブル1　辻昶訳
3. レ・ミゼラブル2
4. レ・ミゼラブル3。新版・潮文学ライブラリー（全5巻）、2009年
5. ノートルダム・ド・パリ　辻昶・松下和則訳。新版・岩波文庫（上下）、2016年
6. 九十三年　辻昶訳。新版・潮文学ライブラリー（上下）、2005年
7. アイスランドのハン、ビュグ=ジャルガル　小潟昭夫・野内良三ほか訳
8. 海に働く人々・小ナポレオン　金柿宏典ほか訳
9. 死刑囚最後の日・見聞録・言行録　稲垣直樹・小潟昭夫訳
10. クロムウェル・序文、エルナニ　西節夫・杉山正樹訳

- 『エルナニ』 稲垣直樹訳 岩波文庫、2009年
- 『私の見聞録　歴史の証言として』稲垣直樹編訳 潮出版社、1991年
- 『ライン河幻想紀行』榊原晃三訳 岩波文庫、1985年
- 『死刑囚最後の日』豊島与志雄訳 岩波文庫
- 『死刑囚最後の日』小倉孝誠訳 光文社古典新訳文庫、2018年
- 『クロード・ギュー』宮田佳範訳 京緑社、2018年
- 『レ・ミゼラブル』豊島与志雄訳 岩波文庫（全4巻）、※他の訳書版はリンク先参照。